# Makedonski Železnici
Makedonski Železnici (in italiano Ferrovie Macedoni), abbreviato in MZ, era una azienda ferroviaria della Macedonia del Nord, monopolista di stato interamente controllata dal governo. Nel 2007 si è divisa nella società di gestione del servizio Železnici na Republika Severna Makedonija Transport (ŽRSMT) e nella società gestore dell'infrastruttura Makedonski Železnici Infrastruktura (MŽI).
La Macedonia del Nord fa parte dell'Union internationale des chemins de fer (UIC) e il suo codice UIC è 65.

## Storia
La prima linea ferroviaria della storia del paese è stata costruita nel 1873 tra le città di Skopje e Salonicco, attualmente la Macedonia del Nord dispone di una buona rete ferroviaria, connessa con quelle dei paesi confinanti Serbia (via Tabanovci), Kosovo (via Volkovo) e Grecia (via Gevgelija a sud-est e via Kremenica a sud-ovest), in particolare l'asse nord-sud che collega la Serbia alla Grecia via Gevgelija è interamente elettrificato.
La società ferroviaria ha la sua sede centrale nella capitale Skopje. La stazione ferroviaria originale della città è stata parzialmente distrutta dal terremoto del 1963 e oggi ospita il Museo della città di Skopje. La nuova stazione ferroviaria principale costituisce il livello superiore del Transportation Center di Skopje.
Tutte le linee nazionali sono gestite dalle MŽ, con collegamenti da Skopje a Tetovo, Gostivar e Kicevo a ovest, a Volkovo a nord-ovest, a Kumanovo e Tabanovci a nord, a Sveti Nikole, Štip e Kocani a est, a Veles, Negotino e Gevgelija a sud-sud-est e a Bogomila, Prilep e Bitola a sud-ovest. Secondo un rapporto dei giornalisti locali del 2011, il servizio passeggeri all'interno del Paese era piuttosto lento e i treni e le stazioni erano spesso in cattivo stato di manutenzione. Ciononostante, il servizio ferroviario economico era ben frequentato e in alcune occasioni i treni sono pieni di persone in piedi.
Nell'aprile del 2023, per commemorare i 150 anni dall'arrivo del primo treno nell'attuale Macedonia del Nord, è stato inaugurato a Skopje il Museo delle ferrovie macedoni.
Secondo Balkan Insight, a marzo 2024, nonostante i significativi investimenti nel trasporto pubblico, solo tre linee ferroviarie erano ancora attive nel paese, da Skopje verso Bitola, Gevgelija e Veles, con pochissime corse giornaliere ed utilizzando solo 3 treni. Sarebbero frequenti i disservizi, i ritardi e inoltre la velocità massima attuale sulla rete ferroviaria del Paese è di 100 km/h, ma ciò è valido solo per un terzo della rete, ad esempio da Veles a Kocani la velocità massima consentita è di 50 km/h (e, prima del rinnovamento della linea, era di 20).
La pandemia di COVID-19 ha influito negativamente sul trasporto ferroviario nel Paese; nel 2011 i treni trasportavano 1,5 milioni di passeggeri, nel 2022 ne hanno trasportati 405.000.

## Rete

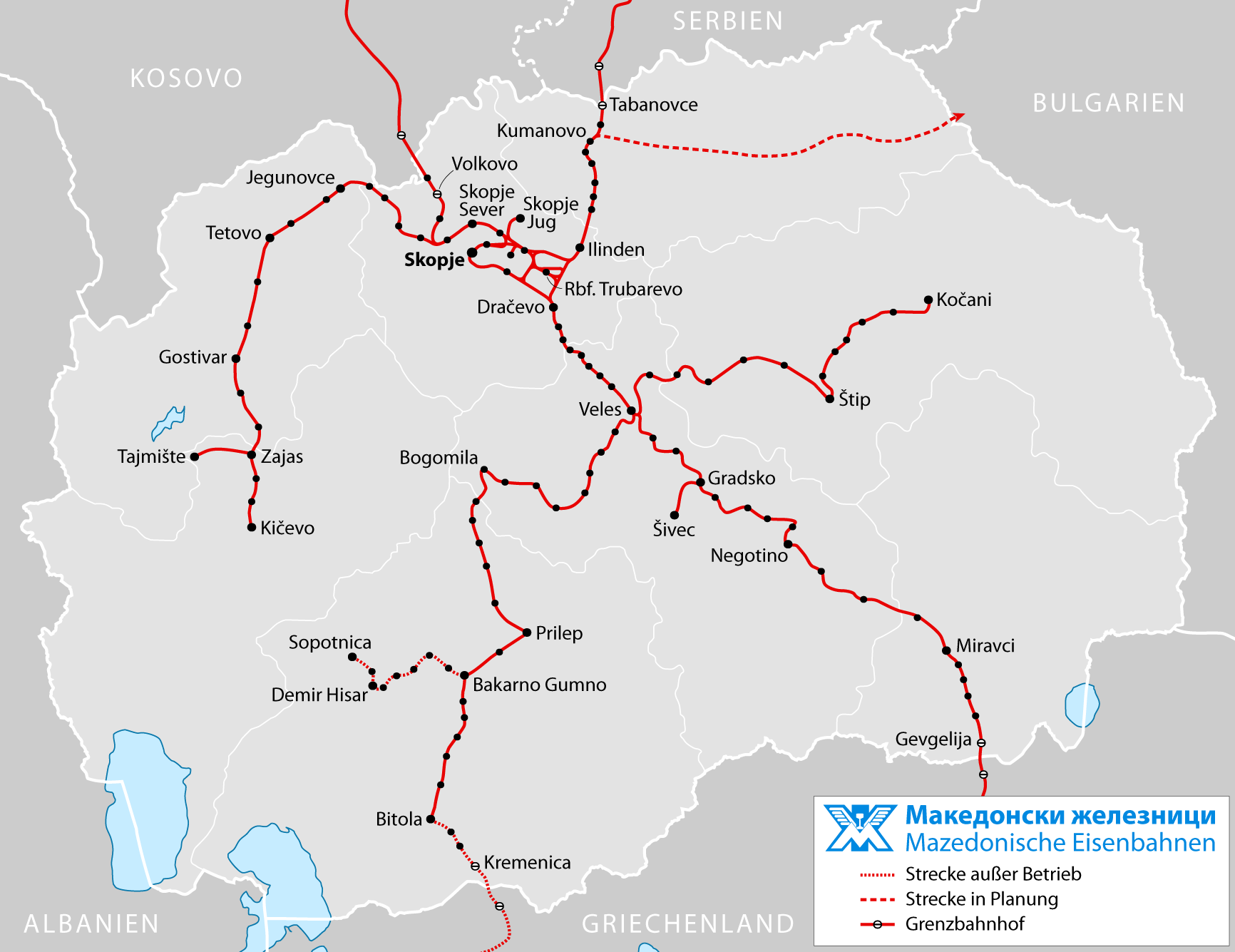
Mappa della rete

L'intera rete si estende per 925 km, tutti con scartamento standard di 1.435 mm, 315 km della rete sono elettrificati a 25 kV.

## Materiale rotabile

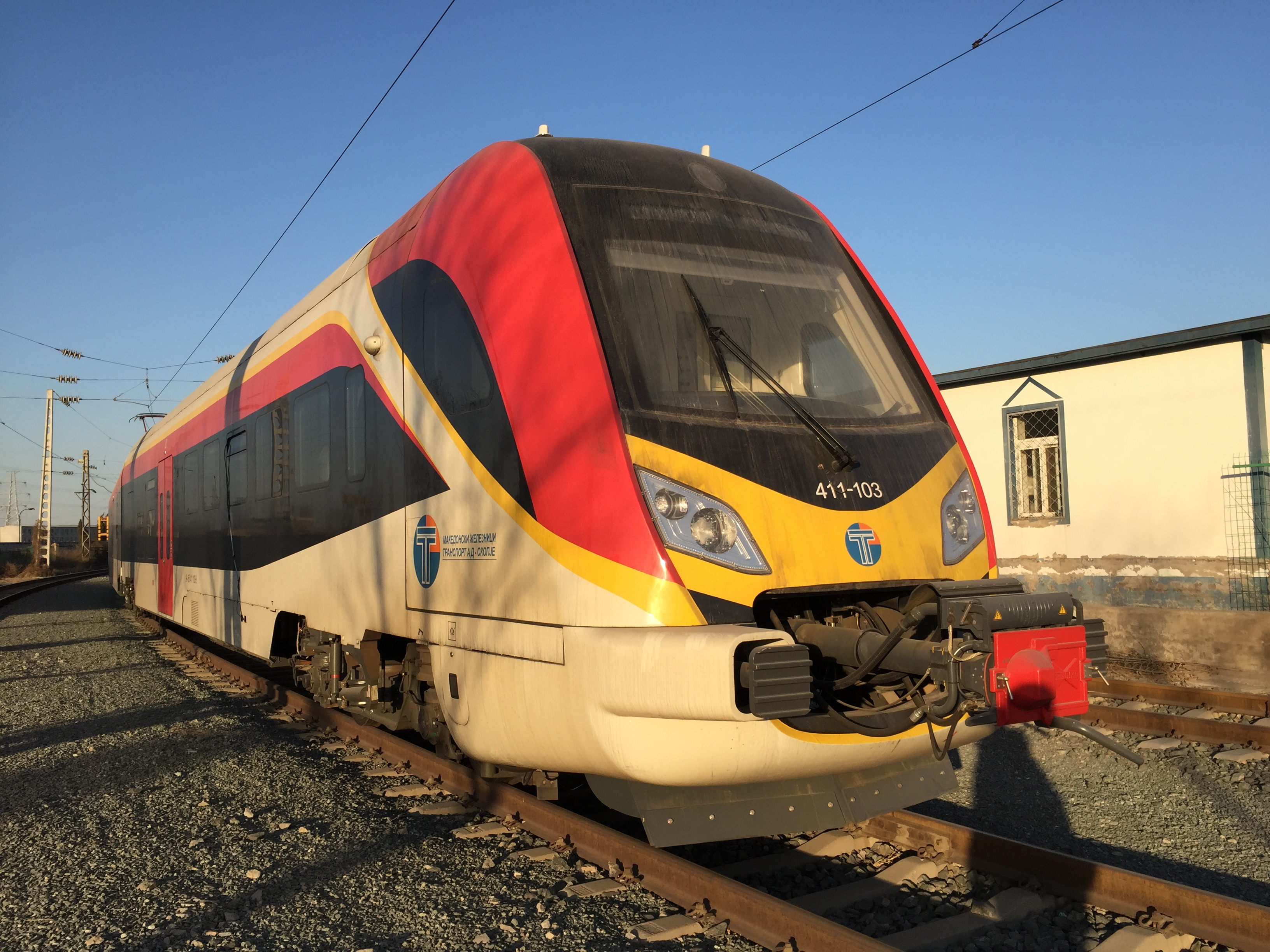
EMU MŽ 411.

Le ŽRSMT gestiscono svariati convogli ferroviari, tra cui sia treni passeggeri (diesel ed elettrici) che treni merci. 
Nel 2014 fu firmato un contratto per l'acquisto di 6 nuovi treni passeggeri, prodotti dalla cinese CRRC Corporation presso lo stabilimento di locomotive elettriche di Zhuzhou. Il primo convoglio arrivò nell'agosto 2015. Ogni treno è composto da 3 vagoni ed è progettato per trasportare 200 passeggeri. Sono stati utilizzati sulle tratte da Skopje a Bitola, Gevgelija, Kičevo, Kumanovo e Veles. Era la prima volta che la Macedonia del Nord acquistava nuovi treni passeggeri dalla sua indipendenza, e la prima volta che un produttore cinese di EMU o DMU entrava nel mercato europeo.